# 季桓子
季桓子（？—前492年），姬姓，季孙氏，名斯，谥号桓，春秋魯国大夫。季平子季孙意如之子。

## 生平
前505年，季孙意如死后，其家臣阳虎囚禁季孙斯，并执鲁政达三年之久。阳虎逃走后，季孫斯想用孔子帮助三桓打击当权的家臣。但是，孔子想提升公室的实力，因此季孙氏将孔子逼走周游列国，鲁哀公三年，季桓子去世，其子季康子季孙肥继位。季康子的妹妹即齐悼公妻。